# Le Grand-Pressigny
Le Grand-Pressigny település Franciaországban, Indre-et-Loire megyében. Lakosainak száma 879 fő (2022. január 1.). Le Grand-Pressigny Neuilly-le-Brignon, Abilly, Barrou, La Celle-Guenand, Chaumussay, Paulmy és Le Petit-Pressigny községekkel határos.

## Népesség
A település népességének változása:
| Lakosok száma | 1415 | 1185 | 1120 | 1064 | 957  | 940  | 916  | 875  | 871  | 879  |
|               | 1968 | 1982 | 1990 | 2006 | 2013 | 2015 | 2017 | 2019 | 2020 | 2022 |